# Thomas Marshburn
Thomas Henry Marshburn (Statesville, 29 de agosto de 1960) é um astronauta norte-americano.

## Carreira
Formado em medicina, também possui qualificação como piloto privado e comercial. Em 1994, ele passou a integrar os quadros da NASA como cirurgião de voo no Centro Espacial Lyndon Johnson, em Houston, Texas, ficando encarregado das operações médicas do programa do ônibus espacial e das operações do programa espacial conjunto dos Estados Unidos e da Rússia à ISS.
Entre 1996 e 1997, serviu como cirurgião ao pessoal da NASA em treinamento no Centro de Treinamento de Cosmonautas Yuri Gagarin, em Moscou e no centro de controle de voo em Carole, na Rússia, em apoio aos tripulantes da quarta expedição da NASA à estação orbital russa Mir, durante o programa Shuttle-Mir.
Passou os anos seguintes em cargos de apoio e direção de operações médicas de diversas missões do ônibus espacial e das expedições de longa duração na ISS, trabalhando no Texas, no Cazaquistão e na Rússia, até ser selecionado para o curso de astronautas da NASA em 2004, qualificando-se como especialista de missão em fevereiro de 2006.
Foi ao espaço pela primeira vez em 15 de julho de 2009, como tripulante da STS-127 Endeavour, uma missão que realizou a montagem final do laboratório japonês de pesquisas Kibo. Voltou à órbita em dezembro de 2012 integrando a tripulação da nave russa Soyuz TMA-07M, para uma temporada de seis meses na ISS, como engenheiro de voo das Expedições 34 e 35.  Durante essa missão, ele fez uma caminhada espacial não programada, para fechar um vazamento de amônia num reservatório localizado na estrutura externa da ISS.
Mashburn retornou à Terra completando sua segunda missão em 14 de maio de 2013 a bordo da TMA-07M, comandada pelo cosmonauta russo Roman Romanenko, pousando suavemente nas estepes do Casaquistão, às 02:31 GMT.